# Agente económico
Un agente económico es toda persona natural o jurídica que participa en la economía desempeñando cualquier clase de actividad económica. Los agentes económicos pueden ser entendidos como los entes que actúan y toman decisiones dentro de un mercado.

## Clases de agentes económicos
Los agentes económicos son comúnmente clasificados en: familias, empresas y estado.

### La familia
Son las unidades consumidoras, ya que demandan bienes y servicios para satisfacer sus necesidades, y por otro lado ofrecen sus recursos, fundamentalmente capital humano, a las empresas. Un comportamiento similar a las familias lo llevan a cabo los individuos y distintas agrupaciones de individuos. Por tanto, los Agentes Económicos son los actores, que toman las decisiones en un mercado, las cuales, generarán diversas consecuencias que afectan al sistema económico general, o de otra manera, también podemos definirlos como los intervinientes en la Economía, bajo un determinado sistema económico

### Las empresas
Son quienes toman decisiones sobre la producción y la distribución. La función básica de la empresa como agente económico es la de producir los bienes y servicios que van a ser demandados por las economías domésticas o familiares. Junto a esto, una empresa debe buscar sacar el mayor beneficio utilizando eficientemente los recursos de que disponen para producir los bienes y servicios de la forma más rentable.
- https://siddhiagritech.com/*

### El estado
Es el agente económico cuya intervención en la actividad económica es más compleja. Por una parte, el estado acude a los mercados, como oferente y como demandante. Al igual que las familias, es propietario de factores productivos que ofrece a las empresas de las que también demanda gran cantidad de bienes y servicios. Por otra parte, a diferencia de los otros agentes económicos, tiene capacidad coactiva para recaudar impuestos, tanto de las empresas como de las familias. Así mismo puede destinar parte de sus ingresos a realizar transferencias de distribución de renta a ciertas empresas que considere de interés social o a algunas familias mediante subsidios de desempleo, pensiones de jubilación, etc.

### Organismos Multilaterales
Son agentes de financiación y control a nivel internacional; intervienen como reguladores del sistema monetario internacional, es decir, son entes rectores frente a las políticas estatales, ejemplo de ello es el Banco Mundial (BM) y el Fondo Monetario Internacional (FMI).
Todos los anteriores se encuentran conectados y dependen el uno del otro para que el sistema funcione. Adicionalmente, el mundo globalizado facilita que lo que se produce en el país sea consumido en el exterior, y así mismo, lo que se produce afuera, sea consumido en el países.